# Міжгорний (Челябінська область)
Міжгорний (рос. Межгорный) — село в Саткинському районі Челябінської області Російської Федерації.
Населення становить 21 особу (2010). Входить до складу муніципального утворення Бакальське міське поселення.

## Історія
Згідно із законом від 17 листопада 2004 року органом місцевого самоврядування є Бакальське міське поселення .

## Населення
| 2002 | 2010 |
| ---- | ---- |
| 31   | ↘21  |